# Apolodoro de Pérgamo
Apolodoro (en griego antiguo: Ἀπολλόδωρος) de Pérgamo (ca. 104 ‑ 22 a. C.), retórico del siglo I a. C. que se dedicó a enseñar retórica en Roma, y con gran éxito. Anteriormente había sido maestro de Octavio Augusto, al que acompañó a Apolonia para instruirle en la literatura griega. Sus obras se han perdido.
Escribió poco, y sus teorías solo pueden conocerse a través de sus discípulos, Gaius Valgius y Atticus. Luciano de Samosata afirma que Apolodoro murió a la edad de ochenta y dos años.